# Osborne (Familienname)
Osborne ist ein englischer Familienname.

## Namensträger
- Adam Osborne (1939–2003), britischer Erfinder
- Adrienne Osborne (1873–1951), US-amerikanisch-österreichische Opernsängerin (Sopran) und Gesangspädagogin
- Alexandra Osborne (* 1995), australische Tennisspielerin
- Annemie Osborne (* 1984), Luxemburgische Improvisationsmusikerin
- Barrie M. Osborne (* 1944), US-amerikanischer Filmproduzent
- Bertín Osborne (* 1953), spanischer Sänger, Schauspieler und Moderator
- Bill Osborne (* 1955), neuseeländischer Rugby-Union-Spieler
- Bobby Osborne (1931–2023), US-amerikanischer Bluegrass-Musiker, siehe Osborne Brothers
- Bud Osborne (1884–1964), US-amerikanischer Schauspieler
- Buzz Osborne (* 1964), US-amerikanischer Sänger, Gitarrist und Produzent
- Charles Osborne (1927–2017), australisch-britischer Autor
- Clarence Osborne († 1979), australischer Ephebophiler
- Colin Osborne (* 1975), englischer Dartspieler
- Coulter Osborne (1934–2023), kanadischer Basketballspieler
- Craig Osborne (* 1979), englischer Poolbillardspieler
- Dan Osborne (* 1991), britischer Reality-TV-Teilnehmer und Fernsehpersönlichkeit
- Dorothy Osborne, Lady Temple (1627–1695), britische Verfasserin von Briefen
- Edmund Osborne (1885–1969), britischer Generalleutnant
- Edwin Sylvanus Osborne (1839–1900), US-amerikanischer Politiker
- Elli Rhiannon Müller Osborne (* 2001), norwegische Schauspielerin
- Eric Osborne (* 1997), kanadischer Schauspieler und Musiker
- Estelle Massey Osborne (1901–1981), US-amerikanische Krankenschwester und Präsidentin der NACGN
- Fanny Osborne (1852–1934), neuseeländische Illustratorin, auf botanische Darstellungen spezialisiert
- Francis Osborne (Theologe) (1593–1659), englischer puritanischer Theologe
- Francis Osborne, 5. Duke of Leeds (1751–1799), britischer Politiker
- Francis Osborne, 12. Duke of Leeds (1884–1964), britischer Aristokrat und Diplomat
- Francis D’Arcy-Osborne, 7. Duke of Leeds (1798–1859), britischer Aristokrat
- George Osborne, 6. Duke of Leeds (1775–1838), britischer Aristokrat (Peer)
- George Osborne, 8. Duke of Leeds (1802–1872), britischer Aristokrat (Peer)
- George Osborne, 9. Duke of Leeds (1828–1895), britischer Aristokrat (Peer)
- George Osborne, 10. Duke of Leeds (1862–1927), britischer Aristokrat (Peer)
- George Osborne (Politiker) (* 1971), britischer Politiker
- George Alexander Osborne (1806–1893), irischer Komponist und Pianist
- Glen Osborne (* 1971), neuseeländischer Rugby-Union-Spieler
- Hannah Osborne (* 1994), neuseeländische Ruderin
- Helen Betty Osborne (1952–1971), Indianerfrau
- Henry Osborne (Georgia) (1751–1800), US-amerikanischer Politiker (Pennsylvania, Georgia)
- Henry Z. Osborne (1848–1923), US-amerikanischer Politiker (Kalifornien)
- Holmes Osborne (* 1947), US-amerikanischer Schauspieler
- Jason Osborne (* 1994), deutscher Ruderer
- Jeffrey Osborne (* 1948), US-amerikanischer Musiker
- Jim Osborne (* 1945), US-amerikanischer Tennisspieler
- Joan Osborne (* 1962), US-amerikanische Sängerin und Liedermacherin
- John Osborne (1929–1994), britischer Autor
- John Osborne (Segler) (1844–1920), US-amerikanischer Segler
- John Osborne, 11. Duke of Leeds (1901–1963), britischer Aristokrat
- John Osborne (Fußballspieler) (1940–1998), englischer Fußballtorhüter
- John Alfred Osborne (1935–2011), montserratischer Politiker
- John E. Osborne (1858–1943), US-amerikanischer Politiker
- John F. Osborne (1907–1981), US-amerikanischer Journalist, Autor und Herausgeber
- Jon Osborne (* 1972), US-amerikanischer Journalist und Schriftsteller
- June Osborne (* 1953), britische anglikanische Bischöfin
- Lawrence Osborne (* 1958), britischer Schriftsteller
- Leslie Osborne (* 1983), US-amerikanische Fußballspielerin
- Li Osborne (1883–1968), deutsche Fotografin
- Madolyn Smith Osborne (* 1957), US-amerikanische Schauspielerin
- Manuel Osborne-Paradis (* 1984), kanadischer Skirennläufer
- Margaret Osborne (Tischtennisspielerin), englische Tischtennis- und Tennisspielerin
- Marie Osborne (1911–2010), US-amerikanische Filmschauspielerin
- Mark Osborne (Eishockeyspieler) (* 1961), kanadischer Eishockeyspieler
- Mark Osborne (Regisseur) (* 1970), US-amerikanischer Regisseur, Drehbuchautor und Produzent
- Mary Osborne (Jazzmusikerin) (1921–1992), US-amerikanische Jazzmusikerin
- Mary Pope Osborne (* 1949), US-amerikanische Kinderbuchautorin
- Mike Osborne (1941–2007), britischer Jazzmusiker
- Nigel Osborne (* 1948), britischer Komponist
- Patrick Osborne, US-amerikanischer Animateur, Spezialeffekt-Designer, Regisseur und Drehbuchautor
- Peregrine Osborne, 2. Duke of Leeds (1659–1729), britischer Aristokrat
- Peregrine Osborne, 3. Duke of Leeds (1691–1731), britischer Aristokrat
- Percy Osborn (1900–1991), australischer Radrennfahrer
- Ray C. Osborne (1933–2011), US-amerikanischer Politiker
- Robert Osborne (1932–2017), US-amerikanischer Filmjournalist, Filmhistoriker sowie Schauspieler
- Robin Osborne (* 1957), britischer Althistoriker
- Samuel Osborne-Wylde (* 2004), englischer Squashspieler
- Sandra Osborne (* 1956), schottische Politikerin
- Sonny Osborne (1937–2021), US-amerikanischer Bluegrass-Musiker, siehe Osborne Brothers
- Stanley Osborne (1907–2000), kanadischer Geistlicher, Musikpädagoge, Autor, Hymnologe und Komponist
- Ted Osborne (1900–1968), US-amerikanischer Comicautor
- Thomas Osborne, 1. Duke of Leeds (1632–1712), englischer Politiker
- Thomas Osborne, 4. Duke of Leeds (1713–1789), britischer Aristokrat
- Thomas Burr Osborne (Politiker) (1798–1869), US-amerikanischer Politiker
- Thomas Burr Osborne (Chemiker) (1859–1929), US-amerikanischer Biochemiker
- Tom Osborne (* 1937), US-amerikanischer Politiker
- Tony Osborne (* 1947), britischer Komponist
- Will Osborne (1906–1981), in Kanada geborener US-amerikanischer Sänger, Schlagzeuger und Big-Band-Leader
- Willson Osborne (1906–1979), Komponist